# Litfiba
Litfiba est un groupe de rock italien formé à Florence en 1980. Ils furent remarqués en France à la suite de leur passage aux Transmusicales de Rennes puis aux 120 Nuits en 1983.

## Biographie
Litfiba donna son premier concert en décembre 1980, et remporta le Festival rock de Bologne en 1982. La formation ayant enregistré les premiers albums studio se composait de Federico "Ghigo" Renzulli à la guitare, Gianni Maroccolo à la basse, Ringo De Palma à la batterie, du claviériste Antonio Aiazzi et du chanteur Piero Pelù.
Le nom vient de l'adresse télex de leur studio dans leur ville natale (Florence) : L (Index téléphonique Télex de l'opérateur) IT (Italiana) FI (Firenze) BA (Bardi). Bardi est le nom de la rue dans laquelle se trouvait leur local de répétition.
Gianni Maroccolo quitta le groupe en 1989 et le batteur Ringo De Palma mourut d'une overdose d'héroïne l'année suivante, pendant l'enregistrement de l'album El Diablo (1990).
Lors de l'enregistrement de Terremoto, la nouvelle section rythmique était composée de Franco Caforio à la batterie et Roberto Terzani à la basse, ce dernier étant ensuite remplacé par Daniele Bagni. Après un dernier concert donné à Monza en juillet 1999, le chanteur Piero Pelù quitta le groupe pour se lancer dans une carrière solo. Il fut remplacé par Gianluigi "Cabo" Cavallo.
En 2009, le chanteur Piero Pelù réintègre le groupe. Litfiba part en tournée.
Le premier single depuis la réunion du groupe se nomme Sole Nero (Soleil Noir).
En 2022 le groupe entame sa dernière tournée l'ultimo girone et clôt 40 ans d'existence, Ghigo et Piero se consacrant à leurs carrières respectives.

## Discographie

### Singles et EP
- Guerra (1982, Urgent Label/Materiali Sonori)
- Luna/La preda (1983, Fonit Cetra)
- Yassassin (1984, Contempo)
- Istanbul (1985, IRA)
- Transea (1986, IRA)
- Amsterdam (1985, IRA)

### Albums
- Eneide di Krypton (1983, Suono Records)
- Desaparecido (1985, IRA)
- 17 Re (1987, IRA)
- Litfiba: 3 (1988, IRA)
- El Diablo (1990, CGD)
- Terremoto (1993, GCD)
- Spirito (1995, EMI)
- Mondi sommersi (1997, EMI)
- Infinito (1999, EMI)
- Elettromacumba (2000, EMI)
- Insidia (2001, EMI)
- Essere o sembrare (2005, EDEL)
- Grande nazione (2012, SONY)
- Eutòpia (2016, SONY)

### Concerts
- Live 12-5-87 (Aprite i vostri occhi) (1987, IRA)
- Pirata (1989, CGD)
- Sogno ribelle (1992, CGD)
- Liveonline (2000)
- Croce e delizia: Live (2001)
- Stato libero di Litfiba (2010)